# Лемтуны
Лемтуны — средневековое берберское племя, входившее в конфедерацию племён Санхаджи. Проживали в Западной Африке с центром в районе плато Адрар, куда пришли в 750-х гг. Единственной формой хозяйства являлось кочевое скотоводство. Также занимались караванной торговлей. Характерной чертой костюма являлось покрывало, закрывающее нижнюю часть лица (лисам), из-за чего лемтуны получили арабское название аль-мулассимун (носящие лисам).
К началу IX века лемтуны во главе с Тин Ярутаном (Тилутан) (ум. в 836 или 837 г.) создали относительное устойчивое государственное образование, находившее на территории современной Мавритании со столицей в городе Аудагост. Это позволило лемтунам установить контроль над Транссахарскими путями, обложить данью почти все берберские племена западной Сахары и начать войну с государством Гана.
Государство распалось уже в начале X века, однако в середине XI века Ибн Ясин вновь сумел объединить разрозненную конфедерацию племен в государство Альморавидов, в котором власть находилась в руках лемтунских эмиров. За конец XI — начало XII века расширили владения от Испании на севере до реки Сенегал на юге. Государство Альморавидов прекратило своё существование в середине XII века, пав под ударами маррокканских Альмохадов.